# بيدرو دي أيالا
بيدرو دي أيالا (بالإسبانية: Pedro de Ayala)‏ هو دبلوماسي إسباني، ولد في 1475 في طليطلة في إسبانيا، وتوفي بنفس المكان في 31 يناير 1513.